# Zupus (cratera)
Zupus é um resto coberto por lavade uma cratera lunar. Está localizada ao lado sudeste do Oceanus Procellarum, a noroeste do Mare Humorum. Para o norte-nordeste está a cratera inundada Billy, e a alguma distância a sudeste está Mersenius. Um sistema de fracos canais chamado Rimae Zupus está a noroeste, seguindo um curso para o norte-nordeste em direção ao Mare.
Muito pouco resta da formação original, e a orla é baixa e de contornos irregulares, dando características de um vale. Essa orla tem uma altitude máxima de 1,3 km acima da base. A cratera Zupus S penetra na borda oeste. Uma débil cratera fantasma está localizada sobre o seu lado nordeste. O magma que cobre o solo de Zupus tem coloração mais escura do que o terreno que o cerca, dando uma aparência relativamente fácil para um observador localizá-la.

## Crateras Satélite
Por convenção,essas características são identificadas em mapas lunares ao se por a letra no local do ponto médio da cratera mais próximo de Zupus.
| Zupus | Latitude | Longitude | Diâmetro |
| ----- | -------- | --------- | -------- |
| A     | 17.2° S  | 53.5° W   | 6 km     |
| B     | 17.6° S  | 54.3° W   | 6 km     |
| C     | 17.3° S  | 55.1° W   | 19 km    |
| D     | 19.7° S  | 53.4° W   | 17 km    |
| F     | 17.3° S  | 54.0° W   | 4 km     |
| K     | 15.7° S  | 52.1° W   | 17 km    |
| S     | 17.0° S  | 51.3° W   | 24 km    |
| V     | 18.2° S  | 56.3° W   | 4 km     |
| X     | 18.9° S  | 54.9° W   | 5 km     |
| Y     | 17.4° S  | 49.6° W   | 2 km     |
| Z     | 18.2° S  | 50.1° W   | 3 km     |